# Instituto de la Uva de la UCLA
El Instituto de la Uva, unidad adscrita al Decanato de Agronomía de la Universidad Centroccidental Lisandro Alvarado del, Estado Lara, fue fundada en 1974, su    ' objetivo fundamental es investigar y fomentar la Viticultura y Enología a nivel Tropical.
Las actividades que desarrolla el Instituto de la Uva son: Investigación, Docencia, Extensión y Producción, y para al fin cuenta con dos Estaciones Experimentales y una Bodega Industrial para la elaboración de vinos y otros derivados de la Vid.

## Actividades

### Investigación
La Investigación, labor primordial desarrollada por el Instituto de la Uva, se ha canalizado a través de lineamientos generales que incluyen: introducción y evaluaciones de variedades, propagación e injertación de la vid, estudio de fertilidad de yemas, sistemas de conducción, operación en verde, estudio de la fenología y fisiología del cultivo, uso de reguladores de crecimiento, estudio y control de plagas, enfermedades y malezas, nutrición mineral, desarrollo de raíces, uso consuntivo de agua, establecimiento y manejo del viñedo tropical. Esto ha conformado el paquete tecnológico considerado como uno de los más completos en el país.

### Docencia
El Personal Técnico del Instituto de la Uva ofrece la materia electiva Viticultura Tropical en el Pensum de Agronomía y Vitivinicultura Tropical en la Universidad Nacional Experimental Yaracuy, además de ofrecer cursos, pasantías y entrenamiento de persorial. Así mismo, este personal coopera activamente en áreas a fines a su especialidad académica.

## Instituto de la Uva

### Extensión
Se realizan visitas periódicas a los viñedos de la región y en las Estaciones Experimentales se brinda asesoramiento técnico y colaboración a personas u organismos que lo soliciten. 

### Producción
A partir de 1980 se consolida la infraestructura física del Instituto, se empiezan a obtener ingresos por concepto de venta de uvas y de material vegetativo.

#### Estación Experimental  El Tocuyo
Superficie Total: 45 ha, donde están plantadas variedades para mesa, vino y pasas. Cuenta con una colección ampelográfica de 180 variedades introducidas al país por el instituto desde los países de mayor tradición vitícola del mundo y una estación Meteorológica de primer orden.
- ALTURA: 630 m s. n. m.
- TEMPERATURA PROMEDIO: 25,7 °C
- PRECIPITACIÓN:           557 mm
- UBICACIÓN: Calle 1, Urb. NUBIA, El Tocuyo, Edo. Lara. Telefax: +58-253-6632236

#### Estación experimental de Tarabana
Superficie: 12 ha

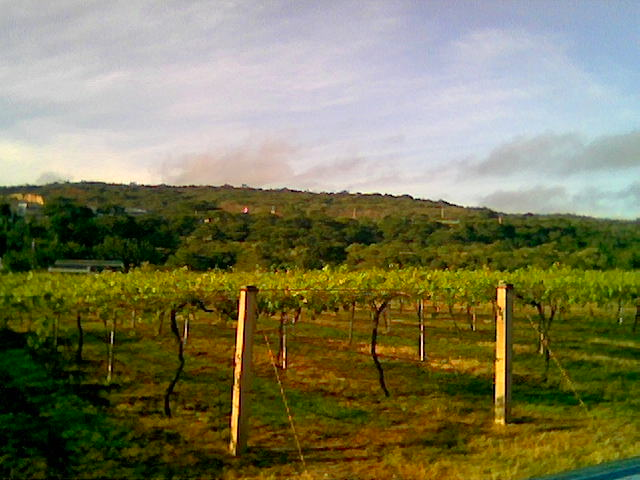
Viñedo en el Núcleo Tarabana Decanato.

Están plantadas variedades para vino y es la fuente de material vegetativo para propagación.
- ALTURA: 517 m s. n. m.
- TEMPERATURA PROMEDIO: 25 °C
- PRECIPITACÍÓN; 718 mm
- UBICACIÓN: Carretera de Agua Viva, Cabudare, Edo. Lara. Telefax: +58-251-2592342

#### Bodega de vinos de El Tocuyo
La Bodega tiene una capacidad de procesar 1.500 t de uvas por año materia prima con la cual se pruducirán 40.000 cajas de vino y 750.000 L de mosto. En la actualidad se elaboran vinos blancos, rosados y tintos, los cuales están en el mercado nacional con el nombre de: "Viña Tocuyana" y "Valle Larense"; Vino Espumante "Las Damas", Sangría “La Guarita”. Paralelamente, se están realizando las pruebas finales para la elaboración de jugos y otros tipos de vinos especiales. 
- UBICACIÓN: Instituto de la Uva, El Tocuyo. Teléfono: +58-253-6632236  del  fermin  toro